# Vuurtoren van Minots Ledge
Minots Ledge Light is een vuurtoren voor de kust van Massachusetts, ten zuidoosten van de haven van Boston.

## Eerste vuurtoren
De eerste vuurtoren op die plaats, een exemplaar op metalen pijlers, werd gebouwd tussen 1847 en 1850. Tijdens een voorjaarsstorm in april 1851 werd de vuurtoren door de kracht van de golven vernield, waarbij twee vuurtorenwachters omkwamen.

## Tweede vuurtoren
In 1860 werd op dezelfde plaats een stenen vuurtoren van 27 meter in gebruik genomen. De bouwwerken duurden zes jaar.